# Szynwałd (gromada)
Szynwałd – dawna gromada, czyli najmniejsza jednostka podziału terytorialnego Polskiej Rzeczypospolitej Ludowej w latach 1954–1972.
Gromady, z gromadzkimi radami narodowymi (GRN) jako organami władzy najniższego stopnia na wsi, funkcjonowały od reformy reorganizującej administrację wiejską przeprowadzonej jesienią 1954 do momentu ich zniesienia z dniem 1 stycznia 1973, tym samym wypierając organizację gminną w latach 1954–1972.
Gromadę Szynwałd z siedzibą GRN w Szynwałdzie utworzono – jako jedną z 8759 gromad na obszarze Polski – w powiecie tarnowskim w woj. krakowskim, na mocy uchwały nr 30/IV/54 WRN w Krakowie z dnia 6 października 1954. W skład jednostki wszedł obszar dotychczasowej gromady Szynwałd ze zniesionej gminy Ryglice w tymże powiecie. Dla gromady ustalono 23 członków gromadzkiej rady narodowej.
30 czerwca 1960 do gromady Szynwałd przyłączono obszar zniesionej gromady Zalasowa.
Gromada przetrwała do końca 1972 roku, czyli do kolejnej reformy gminnej.